# 山形県道111号天童山寺公園線
山形県道111号天童山寺公園線(やまがたけんどう111ごうてんどうやまでらこうえんせん)は、山形県天童市から同県山形市間を通る山形県道である。

## 概要
- 起点=山形県天童市北目 - 山形県道22号山形天童線接点
- 終点=山形県山形市地蔵堂 - 山形県道19号山形山寺線接点

## 路線状況
- 道路交通センサスによる山形県の天童山寺公園線の交通データについて以下の通りになっている（平成22年（2010年）時点）[1]。

| 交通調査地点   | 昼間12時間自動車類交通量（上下合計） | 昼間12時間自動車類交通量（上下合計） | 昼間12時間自動車類交通量（上下合計） | 24時間自動車類交通量（上下合計） | 24時間自動車類交通量（上下合計） | 24時間自動車類交通量（上下合計） |
| 交通調査地点   | 小型車                               | 大型車                               | 合計                                 | 小型車                           | 大型車                           | 合計                             |
| 天童市大字原町 | 3576台                               | 267台                                | 3843台                               | 4487台                           | 355台                            | 4842台                           |

また道路部幅員は9.00m、車道部幅員6.50m、車道幅員5.50m、歩道幅員は上りのみ2.50mとなっている。

## 通称
- 山寺街道

## 通過する自治体
- 山形県
  - 天童市
  - 山形市

## 交差する道路
起点側から順に
- 山形県道22号山形天童線（天童市北目）
- 国道13号（天童市北目）
- 山形県道279号荒谷原崎線（天童市干布）
- 山形県道19号山形山寺線（山形市地蔵堂）

## 沿線の施設や自然
- 天童原町簡易郵便局
- 越王山